# Motore ad H

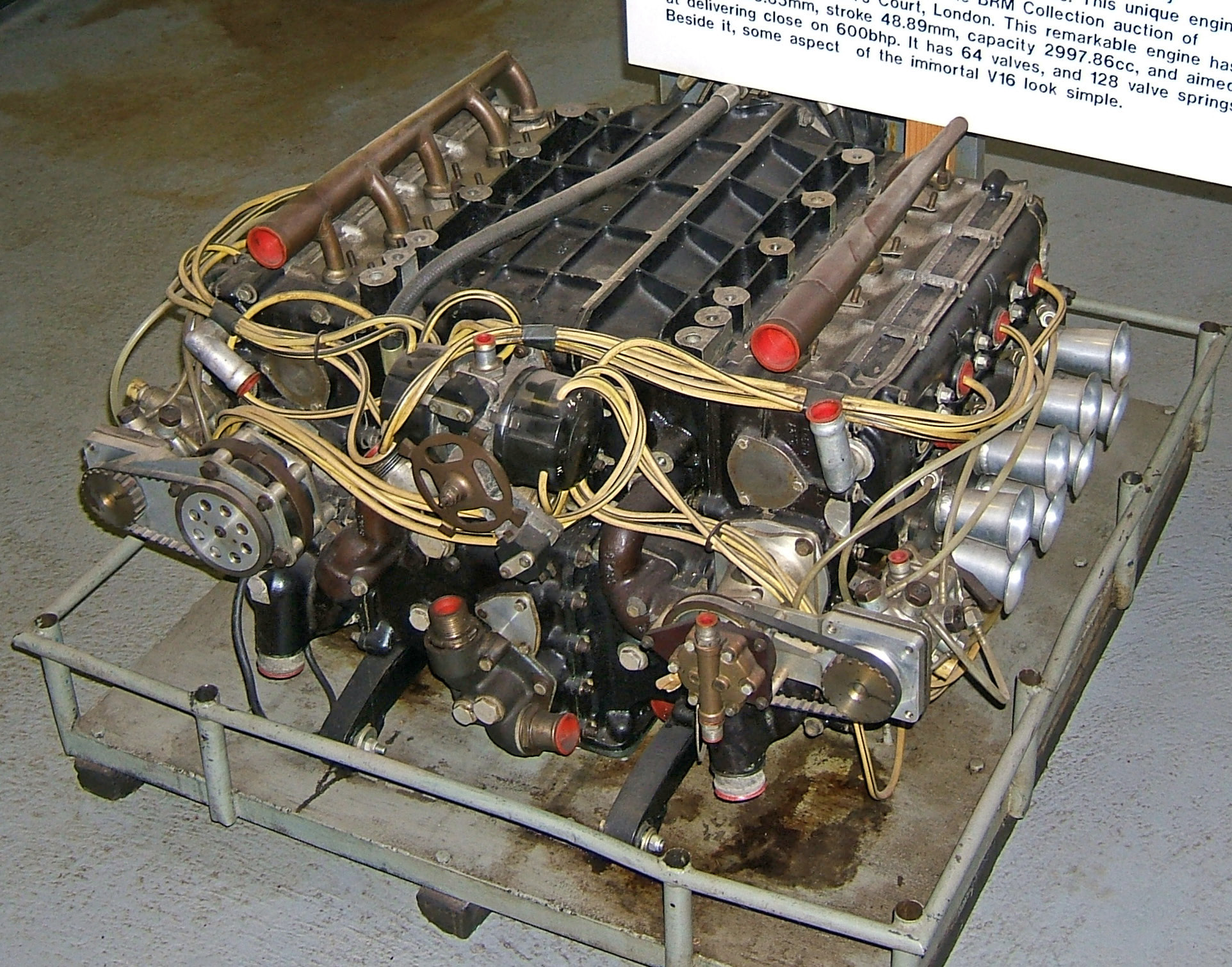
Il motore da competizione BRM H-16 montato sulla BRM P83 del 1966

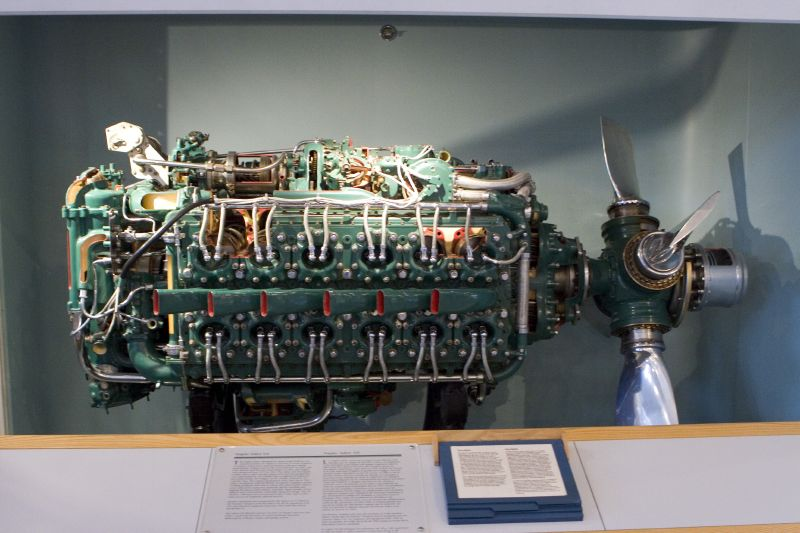
Vista laterale di un Napier Sabre

Il motore ad H è un'ulteriore configurazione di motore a pistoni nella quale questi ultimi sono dei motori boxer o a cilindri contrapposti, uniti in tandem, assumendo, in tal modo, una forma ad "H". Questo tipo di propulsore presenta un eccellente bilanciamento meccanico, difficile da ottenere in un motore a quattro cilindri

## Descrizione
Questa tipologia di motore è originato dalla disposizione a tandem di due motori, un motore superiore ed uno inferiore, a cilindri contrapposti o del tipo boxer.
Ognuno dei due motori mantiene il proprio albero motore e questi due alberi sono uniti ad un ulteriore sistema che permette di trasferire la potenza generata alla vettura o, nel caso di impiego in aviazione, al velivolo.

## Vantaggi e svantaggi
La stessa configurazione determina un rapporto peso/potenza più alto rispetto a motori con cilindri disposti in linea o a V. Questi ultimi godono del vantaggio di non dover essere dotati degli ulteriori ingranaggi necessari a  trasmettere la potenza e, quindi, risultano più leggeri del motore ad H.
Tuttavia, i motori ad H presentano, però, il vantaggio di poter disporre in poco spazio e, pertanto, con una sezione più piccola, un grande numero di cilindri, aspetto molto importante soprattutto in aviazione. Ciò rende possibile realizzare dei velivoli con forme più aerodinamiche rispetto a quelle che sarebbero permesse da altre configurazioni, come, ad esempio, il motore radiale.

## Applicazioni
I motori ad H sono piuttosto rari. Tuttavia ci sono state alcune rimarchevoli applicazioni; un motore H-16, cioè con sedici cilindri orizzontali, con quattro bancate di quattro cilindri poste "in quadrato", venne utilizzato dalla British Racing Motors in Formula 1, non dimostrandosi, tuttavia, mai affidabile. Si dice, infatti, che Jackie Stewart affermasse, ironicamente, che questo motore, sarebbe stato migliore utilizzato come àncora per una nave piuttosto che come propulsore.

Tuttavia, nel 1966, lo stesso propulsore, il BRM H-16, montato sulla Lotus 43 di Jim Clark, vinse il Gran Premio degli Stati Uniti a Watkins Glen.
Un altro motore ad H, che però non venne mai prodotto, fu il super motore Lycoming H-2470.
La Napier produsse invece una serie di motori ad H: il Dagger, il Rapier e il più famoso di tutti il Sabre, quest'ultimo venne utilizzato sul cacciabombardiere Hawker Typhoon e sul caccia Tempest durante la seconda guerra mondiale, dopo uno sviluppo piuttosto lungo arrivò a fornire potenze elevatissime e si rivelò essere un motore superbo anche se con una congenita tendenza al surriscaldamento.
La Subaru ha in produzione due serie di motori, a quattro e a sei cilindri, identificati con la sigla H-4 e H-6. Si tratta, tuttavia, di motori a cilindri contrapposti e non ad H, come la loro sigla potrebbe far intendere.

## Motori ad H

### Ad uso automobilistico
- BRM H-16 (da competizione)

### Ad uso aeronautico
- Lycoming H 2470 supermotore (prototipo)
- Napier Aero Engines
  - Rapier: cilindrata 8,83 L, potenza erogata 340 hp, architettura H-16 cilindri
  - Dagger: cilindrata 16,85 L, potenza erogata 890 hp (H-24)
  - Sabre: cilindrata 36,7 L, potenza erogata 3 500 hp (H-24)
- Rolls-Royce Eagle 22: cilindrata 46,2 L, potenza erogata 3 200 hp (H-24)
- Fairey Aviation Fairey H-16 "Prince", potenza erogata 1 500 hp